# 타코반장
타코반장(1988년 6월 15일 -)은 대한민국 서울특별시 출신의 디스크 자키이자 음악 프로듀서이다. 또한 황유월이라는 예명으로 활동중인 작가이다. 본명은 황지현이다.

## 연혁
서울특별시 강남구 청담동의 중산층 가정에서 1남 1녀 중 둘째로 태어났다.그의 누나는 지타(황혜진)라는 예명으로 활동중인 서퍼이다. 청담초등학교, 청담중학교, 구정고등학교를 졸업하였으며, 청담초등학교 재학당시 전교 어린이회장을 역임했다. 학교앞에 위치한 SM 엔터테인먼트를 보며 뮤지션의 꿈을 키웠다고한다. 실제로 초등학교 5학년(2000년)때 SM엔터테인트에서 진행하던 ARS오디션에 지원하기도 했으며 나이에 비해 훌륭한 음악을 만들었다는 평을 유영진 작곡가를 통해 들었다고한다. 중학생 시절부터 밀림과 리드머를 통해 음원을 올리는 방식으로 활동하다 2005년 한량사 소속으로 오프라인 활동을 시작하였다. 2006년에는 친구들과 시부야계 밴드 Milk Cocoa를 결성하여 제 1회 서울창작가요제의 은상과 인기상을 수상하였다. 2007년 한량사를 나와 솔로앨범 《Morning Express》를 발매했으며, 평소 절친했던 랩퍼 이노베이터의 EP앨범 참여, LG그룹의 《Love Generation》 로고송 제작등 음악 프로듀서의 행보를 이어가고 있다.

## 작업

### 영상 음악
- 타코반장과 졸업반들 (2012년) - 《Alcohol & Coffee》[8][9]

### 프로듀스
- LG그룹 프로젝트 《Love Generation》 - 시부야계 하우스버젼 프로듀스 및 작사/ 힙합버젼 작곡
- 더블덱 (2010년) - 프로듀스 및 연주[10]

## 음반

### 스튜디오 앨범
- 2007 《Morning Express》

### 참여 앨범
- 2006 Wassup Crew 《Old Song》 앨범 - Flow2S 《The I Love You Song》 작곡, 편곡, 샘플링[11]
- 2007 이노베이터 EP 《Time Travler》앨범 - Unforgettable Memory Pt.II (Remix) 작곡, 편곡, 샘플링[12]